# جائزة البرازيل الكبرى 2018
جائزة البرازيل الكبرى 2018 هو سباق فورمولا 1 أقيم في حلبة جوزيه كارلوس بيس للسيارات، ساو باولو، البرازيل. كان العشرون من أصل 21 في بطولة العالم لسباقات الفورمولا واحد موسم 2018. حلّ البريطاني لويس هاملتون أولا.